# Rifugio laghi di Colbricon
Il rifugio laghi di Colbricon è un rifugio alpino che sorge presso i due laghetti omonimi a un'altitudine di 1927 metri, all'interno del Parco naturale Paneveggio - Pale di San Martino nel comune di Primiero San Martino di Castrozza.

## Accessi

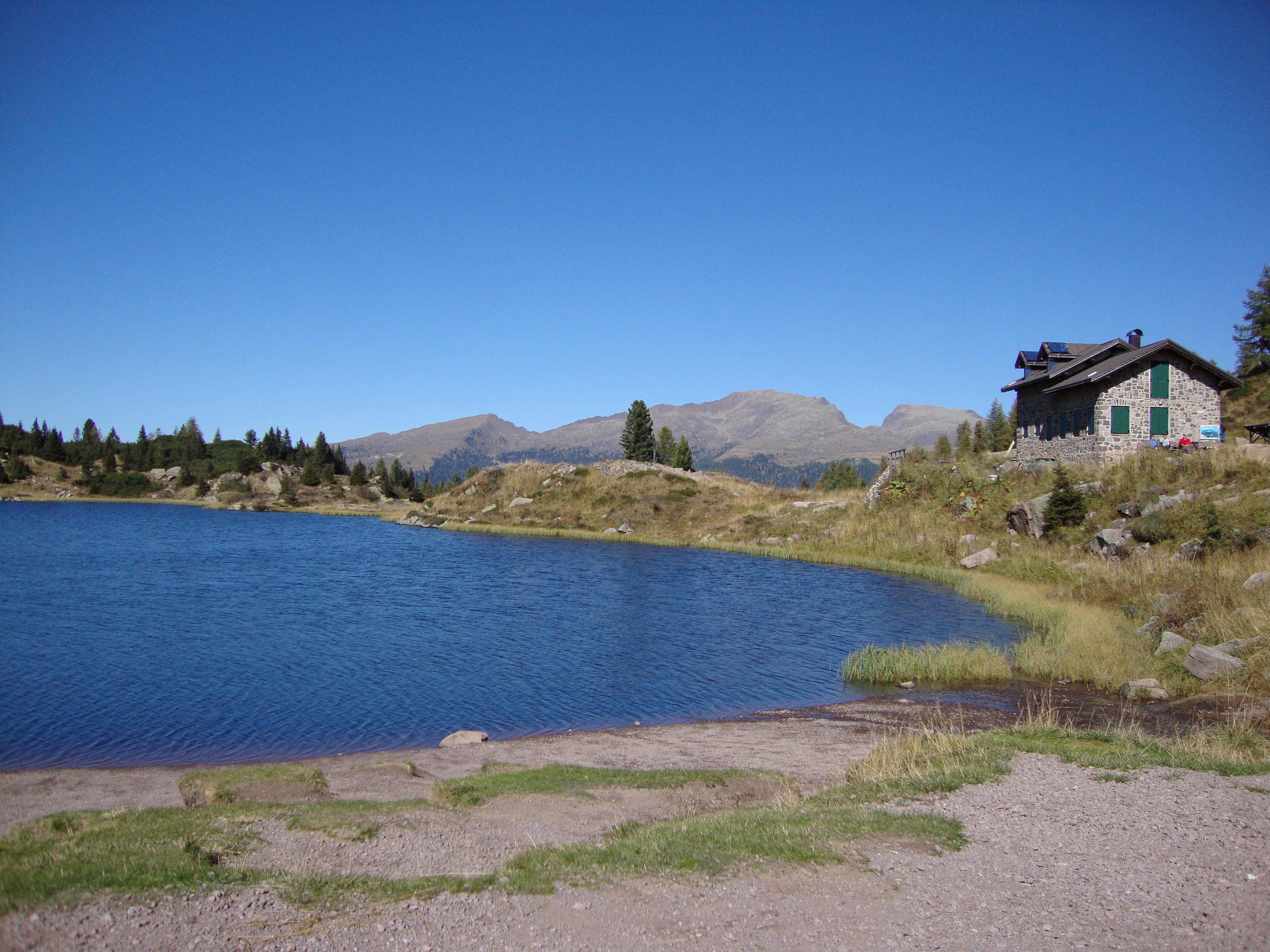
Vista del rifugio

- Da Passo Rolle: Il rifugio è accessibile a piedi tramite un agevole sentiero immerso nella foresta del Parco, caratterizzato da dislivelli molto contenuti, e per questo adatto anche alle famiglie. Tempo di percorrenza 40/60 min. partendo dal piazzale di Malga Rolle mt. 1980 (segnavia SAT 348).

- Da San Martino di Castrozza: Il rifugio è accessibile a piedi tramite un'escursione di circa 1/1.30 h. (dislivello di circa 400 m) partendo dal piazzale di Malga Ces. Risalendo la pista da sci della Valboneta per circa 300 m e poi sulla destra, indicato dalla segnaletica (segnavia SAT 348) inizia il sentiero che sale sul ripido crinale meridionale della Cavallazza e superato un semplice passaggio tra le rocce giunge in prossimità dei due splendidi laghetti alpini.

## Ascensioni
- Cima e Sella Colbricon
- Cima Cavallazza
- Cima Cavallazza Piccola
- Lago Cavallazza
- Cima Colbricon Piccolo
- Giro Colbricon
- Cima e forcella Ceremana
- Buse dell'oro

## Traversate
- Translagorai